# Джефрі Болкіах
Джефрі Болкіах — брунейський принц, молодший брат правлячого султана Хассанала Болкіаха, міністр фінансів Брунею у 1986—1997 роках. Відомий величезним статком та розкішним способом життя. Переслідувався у 2000-х роках брунейським урядом у судовому порядку за звинуваченнями в корупції та незаконному збагаченні. Звинувачувався також у насильстві стосовно жінок.

## Біографія
Народився у 1960 році, третій, наймолодший з синів султана Брунею Омара Алі Сайфуддіна III.
У 1998 році Джефрі був позбавлений своїх посад в уряді в зв'язку з виявленими фінансовими махінаціями в очолюваній ним компанії «Amedeo Development corporation». Компанія витратила 5 мільярдів доларів США на різноманітні проекти та була ліквідована з боргом в 1 мільярд доларів. Брунейська інвестиційна агенція та Уряд Брунею подали на принца до суду, звинувачуючи його в розтраті принаймні 15 мільярдів доларів США. Справу було залагоджено в позасудовому порядку, а Джефрі мав виставити на аукціон отримані за рахунок компанії предмети розкошу та відшкодувати державі 3 мільярди доларів. Втім аукціон приніс лише 8 мільйонів доларів прибутку, а Джефрі виїхав з Брунею та переховувався за кордоном.
У 2004 році справу розглянула Таємна Рада при королеві Великої Британії та присудила Джефрі передати уряду Брунею значну частину його нерухомості, серед якої були готелі «Lotte New York Palace Hotel» в Нью-Йорку та «Hotel Bel-Air» в Лос-Анжелесі, три резиденції в Лондоні та Парижі, а також трастовий фонд. Попри присуд, принц ухилився від виконання рішення суду. 2008 року в Лондоні був виданий ордер на арешт Джефрі.

## Родина
У 2008 році згідно з повідомленнями преси мав 4 дружин та 17 дітей.

## Звинувачення щодо насильства до жінок
У 1997 році американська актриса та модель Шеннон Маркетіч подала позов проти Джефрі Болкіаха і султана Хассанала Болкіаха, звинувачуючи їх в сексуальному насильстві замість обіцяної модельної роботи. Позов було відхилено на основі дипломатичного імунітету султана та принца й міністра фінансів. У 2010 році вийшла книга мемуарів американської письменниці Джилліан Лорен, яка впродовж 1992—1995 року працювала в ескорті принца Джефрі та описала його оргії за участі десятків та сотень жінок.